# پونیاتافسکی (ویسکانسین)
پونیاتافسکی (به انگلیسی: Poniatowski) یک منطقهٔ مسکونی در ایالات متحده آمریکا است که در شهرستان ماراتون، ویسکانسین واقع شده‌است.